# Aeroportul Hingurakgoda Minneriya
Aeroportul Hingurakgoda Minneriya (IATA: HIM, ICAO: VCCH) este un aeroport din Hingurakgoda Divisional Secretariat⁠(d), Polonnaruwa District⁠(d), North Central Province⁠(d), Sri Lanka ce deservește zona Minneriya⁠(d).
Situat la o altitudine de 46 m, aeroportul dispune de o singură pistă. Este operat de Sri Lanka Air Force⁠(d).